# Керфштедт, Аманда
 Хильда Огаста Аманда Керфштедт (швед. Hilda Augusta Amanda Kerfstedt, урождённая Халльстрём, Hallström; 5 июня 1835[…], Эскильстуна — 10 апреля 1920[…], Густав-Ваза) — шведская писательница-романист, драматург и переводчик. Была популярна в Швеции в конце ХІХ и начале XX века. Участвовала в движении за женские права, в 1888—1891 годах была редактором журнала Dagny, печатного органа Союза Фредрики Бремер, национальной феминистской организации.

## Биография
Аманда Керфштедт родилась 5 июня 1835 года в городе Эскильстуна. Ее отец, Свен Август Халстром (Sven August Hallström), был мэром города Эскильстуна. Отец принимал активное участие в воспитании шестерых своих детей. Аманда с детства уже писала маленькие рассказы о «благородных юношах, гордых грабителях и темных тюрьмах». В восемь лет её отправили учиться в Стокгольм. В 13 лет она вернулась в родительский дом после того, как ее мать тяжело заболела и взяла на себя ответственность за дом, домашнее хозяйство и младших сестер.

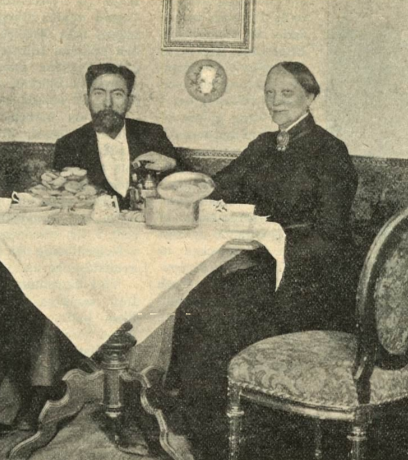
Эллин Линдгрен c матерью, Амандой Керфштедт

В 1855 году Керфштедт вышла замуж за сорокалетнего Бенгта Густава Линдгрена (Bengt Gustaf Lindgren). В браке родился сын Эллин, получивший известность как литературный критик. После смерти мужа в 1858 году, она в 1872 году вышла замуж за Питера Керфштедта (Petrus Kerfstedt). В 1879 году семья переехала в Стокгольм. Питер Керфштедт был назначен директором новообразованного учебного заведения для слепых.
Ее первая книга «Tiggargossen och qvastgubbens dukater» была издана в 1865 году, за ней — книга «Сидхильд и её друзья» («Signhild och hennes vänner»). Керфштедт писала романы, рассказы, драмы, детские книги, газетные статьи, обзоры и многое другое. С 1865 по 1916 год она издала десять книг для детей и столько же для взрослой аудитории. Самыми известными работами писательницы были «Маленький и большой» (1882, Små och stora), «Среди полей и лугов» (1895, Bland fält och ängar) и "Bränningar " (1899).
Большое количество ее произведений для детей было опубликовано в журнале Folkeskolens Barntidning. Керфштедт занималась также переводами художественной литературы с английского и норвежского на шведский язык, писала рецензии на детские книги, статьи для прессы. Аманда Керфштедт перевела на шведский роман Гарриет Бичер-Стоу «Хижина дяди Тома».
Начало 1900-х годов было трудным для Аманды Керфштедт и её семьи. В 1903 году ее муж, Питер Керфштедт был уволен со своей службы в Томтебоде, в 1906 году он скончался. Ее сын, Эллин Линдгрен умер в 1904 году. У Аманды Керфштедт возникли финансовые проблемы. Ее последний роман, Maja, появился в свет в 1916 году, когда писательнице был 81 год.

## Библиография

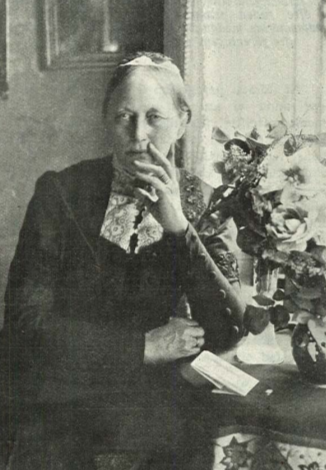
Аманда Керфштедт в 75-летний юбилей

### Детская литература
- Tiggargossen eller Qvastgubbens dukater : svenskt original. Barnens egen boksamling ; 1. Stockholm: Sigfrid Flodin. 1865. Libris 3289864
- Signild och hennes vänner : ett exempel för unga flickor. Barnens egen boksamling ; 2. Stockholm: Sigfrid Flodin. 1865. Libris 10444813
- Små och stora : berättelser för barn. Stockholm: Beijer. 1882. Libris 1598053
- «Glädjens blomster» med flera berättelser för barn. P. A. Norstedt & söners ungdomsböcker, 99-1861059-X ; 5. Stockholm: Norstedt. 1891. Libris 1627154 — Med illustrationer av: * Ottilia Adelborg, Jenny Nyström och Hanna Frosterus-Segerstråle.
- Bland fält och ängar : berättelse för barn och ungdom. Stockholm: Geber. 1895. Libris 1623822
- En liten prinsessa : saga. Stockholm: Hökerberg. 1898. Libris 1644672 — Med 7 planscher av Jenny Nyström
- Blåklint : berättelser för barn. Stockholm: Geber. 1902. Libris 1727276
- Susanne : ett ungt hjärtas historia. Stockholm: Hierta. 1903. Libris 1727278
- Tipp : berättelse för barn. P. A. Norstedt & Söners ungdomsböcker ; 82. Stockholm: Norstedt. 1903. Libris 1728939
- Abdullah : sångaren från Beda och andra berättelser för barn. P. A. Norstedt & Söners Ungdomsböcker ; 103. Stockholm: Norstedt. 1908. Libris 1618596